# Jussi Björling

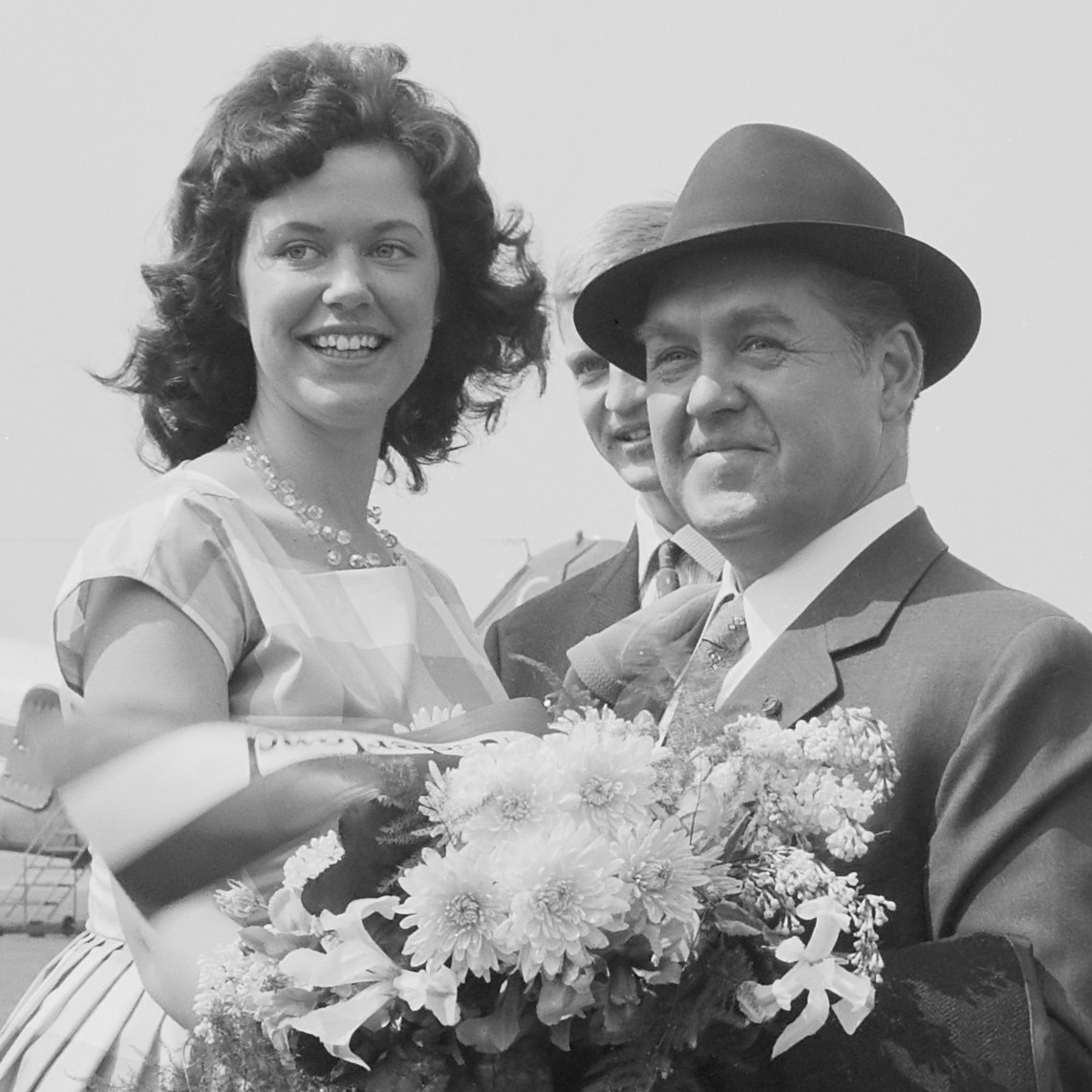
Jussi Björling y Nora de Wit (1960)

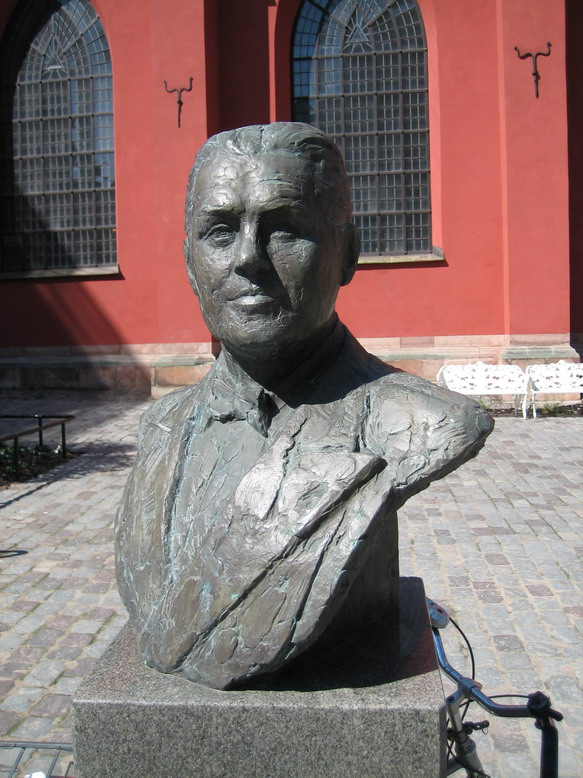
Jussi Björling.

Johan Jonatan «Jussi» Björling —a veces su apellido aparece escrito Bjoerling— (Borlänge, 5 de febrero de 1911-Siarö, 9 de septiembre de 1960) fue un tenor lírico sueco. Björling fue uno de los más importantes cantantes del repertorio italiano, junto con Enrico Caruso, Beniamino Gigli y Tito Schipa.

## Biografía

### Inicios
Hijo de un tenor (también dedicado a la enseñanza del canto (de hecho, escribió un libro sobre técnica vocal), de niño formó un cuarteto junto a su padre y dos hermanos que se llamó el Björling Male Quartet, con el que realizó giras por Suecia y los Estados Unidos entre 1916 y 1926. Tras la muerte de su padre en 1926, Björling estudió en Estocolmo en la Real Academia de Música. Cuatro años después debutó en la Ópera Real de Estocolmo. Los primeros papeles importantes que incorporó a su repertorio fueron el Don Ottavio de Don Giovanni de Mozart, el conde de Almaviva de El barbero de Sevilla de Rossini y Arnoldo de Guillermo Tell, también de Rossini. Le bastaron pocos años para ganarse el público de Europa,  y finalmente, del Metropolitan de Nueva York, escenario en el que debutó con La Bohème de Puccini en 1938. Tenía solo veintiséis años.

### Consagración
Durante veinte temporadas Björling cantó en el Metropolitan y se convirtió en una de las estrellas más amadas por su público (mientras que apenas si tenía popularidad en Italia). 
Pronto se convirtió en una estrella del canto y grabó numerosos discos que, todavía hoy, son auténticas referencias entre los aficionados a la ópera.

### Problemas con el alcohol y muerte
Su carrera y su vida se resintieron por su alcoholismo, que le provocó problemas cardíacos y depresivos. Murió inesperadamente a la edad de cuarenta y nueve años de un ataque al corazón.